# قشلاق پادارحاجی بهریش
قشلاق پادارحاجی بهریش یک روستا در ایران است که در استان اردبیل واقع شده‌است. قشلاق پادارحاجی بهریش ۹۴ نفر جمعیت دارد.